# 谢尔顿·H·哈里斯
谢尔顿·H·哈里斯（Sheldon H. Harris，1928年8月—2002年8月31日），出生于美国纽约，在洛杉矶逝世。他曾获得哥伦比亚大学博士学位，加州州立大學北嶺分校名誉教授。他长期从事美国现代史研究，细菌战研究专家。著有《死亡工厂——美国掩盖的日本细菌战犯罪》（Factories of Death: Japanese Biological Warfare 1932-45 and The American Cover-up, ISBN 0415932149），1994出版。中文版由王选翻译，上海人民出版社出版。